# Estádio Moisés Lucarelli
Het Estádio Moisés Lucarelli, beter bekend onder de naam Estádio Majestoso of kortweg Majestoso, is een voetbalstadion in Campinas in de staat São Paulo. Het stadion heeft een maximale capaciteit van ruim 19.722. Het is de thuisbasis van voetbalclubs Ponte Preta en Red Bull Brasil.

## Geschiedenis
Het stadion werd geopend op 12 september 1948 en was op dat moment het derde grootste stadion van het land, vandaar de bijnaam Majestoso. De eerste wedstrijd die er gespeeld werd verloor Ponte Preta met 0-3 van XV de Piracicaba. Het toeschouwersrecord werd gevestigd in 1978 toen er 34.985 supporters kwamen opdagen om te zien hoe São Paulo FC met 1-3 zegevierde.

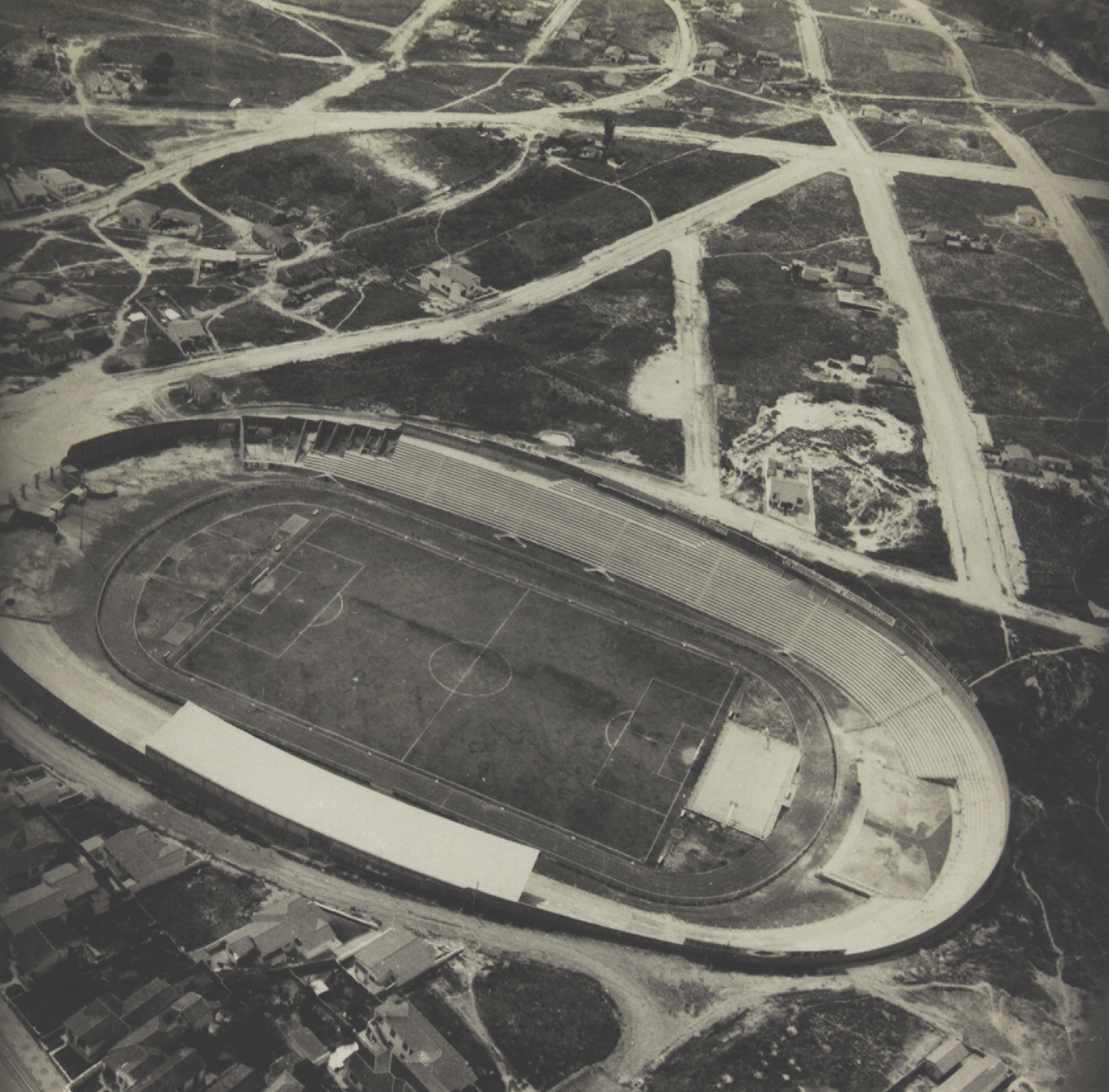
Luchtfoto van het stadion in aanbouw

Op 16 april 1994 werd de hoogste zege ooit behaald in het stadion, een 8-1 tegen Ferroviária. Red Bull Brasil dat pas in 2007 opgericht werd speelt nu ook in het stadion.